# 阿尔贝托·阿尔贝拉尼
阿尔贝托·阿尔贝拉尼（義大利語：Alberto Alberani，1947年5月22日—），意大利水球运动员。他曾代表意大利参加1968年、1972年、1976年和1980年夏季奥林匹克运动会水球比赛，其中1976年奥运会获得一枚银牌。